# Districtul Ghanzi
Districtul Ghanzi este o unitate administrativă de gradul I  a Botswanei. Reședința sa este orașul Ghanzi.